# Sennebach
Der Sennebach (im Oberlauf Rahmke genannt) ist ein rechtsseitiger Nebenfluss der Ems in Nordrhein-Westfalen, Deutschland. Er hat eine Länge von 25,6 km. 

## Flussverlauf
Der Sennebach, der wie auch die benachbarten Bäche einen eiszeitlichen Geschiebemergelrücken entwässert, entspringt in der Senne als Rahmke knapp auf dem Gebiet der Gemeinde Augustdorf. Die Rahmke betritt jedoch bereits nach wenigen Metern das Stadtgebiet von Schloß Holte-Stukenbrock und dort auch kurzzeitig das Naturschutzgebiet Schluchten und Moore am oberen Furlbach. 

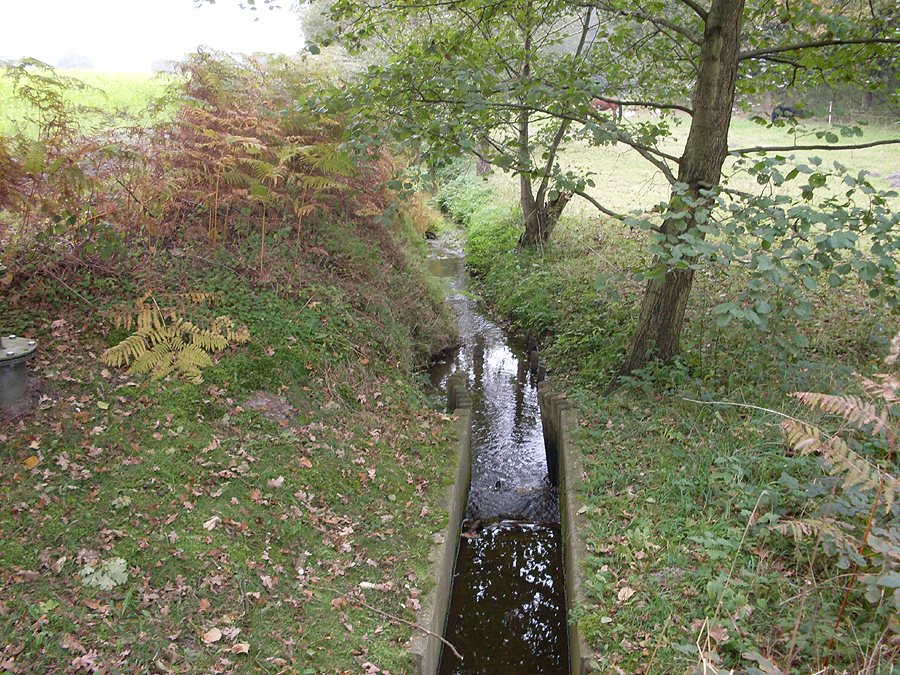
Oberlauf als Rahmke bei Stukenbrock-Senne

Der Abflachung des Teutoburger Waldes folgend fließt die Rahmke in südwestliche Richtung ab, durchquert zunächst das Gelände eines Golfplatzes und führt nördlich am Safariland Stukenbrock vorbei. Nach rund fünf Kilometern Fließstrecke und der linksseitigen Aufnahme eines namenlosen Zuflusses ändert das Gewässer seinen Namen in Sennebach und unterquert daraufhin die Bundesautobahn 33. Nachdem der Bach kurzzeitig Hövelhofer Gebiet unweit von dessen Nordpunkt gekreuzt hat, fließt er südlich durch für die Emssandebene typische Parklandschaft an Liemke und anschließend an den Verler Ortsteilen Kaunitz und Österwiehe vorbei. 
Nördlich des Steinhorster Beckens übertritt der Sennebach schließlich die Stadtgrenze von Rietberg, wendet sich Neuenkirchen zu und passiert die Ortschaft im Süden. Dort bildet das Gewässer kurzzeitig auch den nördlichen Abschluss des Rietberger Gartenschauparks.
Nach der Querung eines Industriegebiets umfließt der Sennebach das Rietberger Kernstadtgebiet und mündet westlich davon auf Höhe der Rottwiese in die Ems.

## Strukturdaten

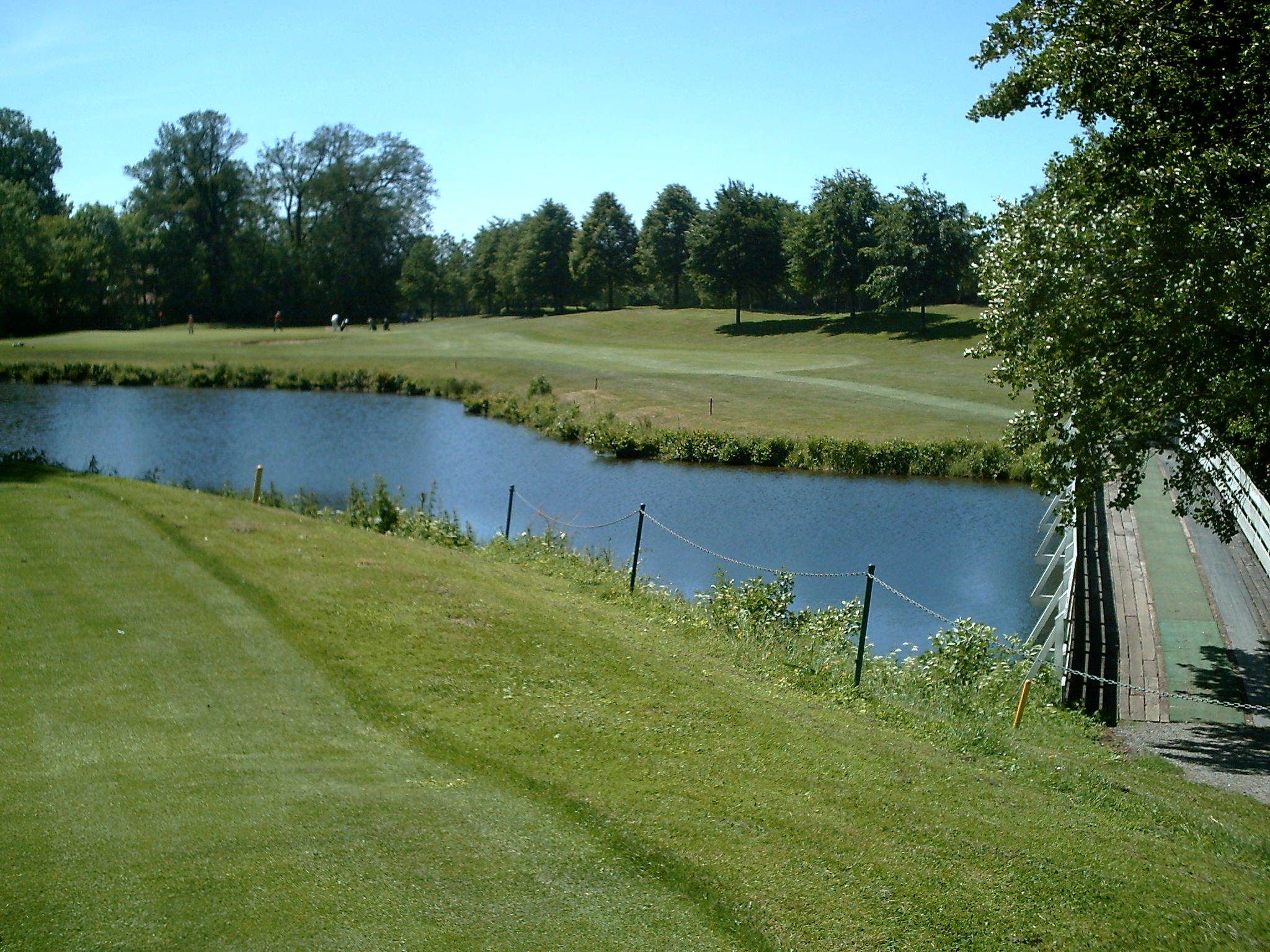
Gestaute Rahmke auf Golfplatzgelände

Eine Strukturgütekartierung aus dem Jahre 2001 ergab folgende Werte:

- Ortslagen auf 0 % der Gewässerlänge,
- Grünland 37 % links, 47 % rechts,
- Nadelforst, Acker, Garten 37 % links, 30 % rechts,
- Uferstreifendefizit 85 % links, 85 % rechts,
- Steinschüttung 14 % links, 12 % rechts,
- 60 Querbauwerke, 24 als Grundschwelle

Landnutzung des Einzugsgebiets:

- Siedlung: 4 %
- Grünland: 17 %
- Ackerflächen: 54 %
- Waldflächen: 12 %
- Industrie: 2 %

Die Gewässerstrukturgüte wird von den Bewertungen 5 (merklich geschädigt) und 6 (stark geschädigt) dominiert. Über den Verlauf lassen sich jedoch auch Bereiche mit der Bewertung 1 (kaum beeinträchtigt) sowie 7 (übermäßig geschädigt) finden.